# Hans-Jochen Vogel
Hans-Jochen Vogel (ur. 3 lutego 1926 w Getyndze, zm. 26 lipca 2020 w Monachium) – niemiecki polityk, działacz Socjaldemokratycznej Partii Niemiec (SPD) i jej przewodniczący w latach 1987–1991, minister na szczeblu federalnym, poseł do Bundestagu, burmistrz Monachium oraz Berlina Zachodniego.

## Życiorys
W 1943 ukończył szkołę średnią w Gießen, po której zaciągnął się do Wehrmachtu, w którym służył do 1945. Od 1946 studiował prawo na uniwersytetach w Marburgu oraz Monachium. Doktoryzował się w 1950. W tym samym roku wstąpił do Socjaldemokratycznej Partii Niemiec. Od 1952 pracował w bawarskim ministerstwie sprawiedliwości, a od 1954 jako sędzia w Traunstein. W 1955 dołączył do administracji państwowej Bawarii. W 1958 został radnym miejskim w Monachium, kierował też działem prawnym miasta. Od 1960 do 1972 sprawował urząd burmistrza bawarskiej stolicy. W międzyczasie w 1970 dołączył do zarządu federalnego SPD.
W latach 1972–1977 pełnił funkcję przewodniczącego socjaldemokratów w Bawarii. Od 1972 do 1981 sprawował mandat deputowanego do Bundestagu. W grudniu 1972 Willy Brandt powierzył mu stanowisko ministra zagospodarowania przestrzennego, budownictwa i rozwoju miast w rządzie federalnym. W maju 1974 w gabinecie Helmuta Schmidta przeszedł na urząd ministra sprawiedliwości, który sprawował do stycznia 1981. Objął wówczas stanowisko burmistrza Berlina Zachodniego, w czerwcu tegoż roku zastąpił go jednak chadek Richard von Weizsäcker. Hans-Jochen Vogel został wówczas liderem opozycji w berlińskiej Izbie Deputowanych. Był kandydatem SPD na kanclerza w przegranej kampanii wyborczej w 1983. Uzyskał wówczas ponownie mandat poselski, który wykonywał do 1994. Objął też funkcję przewodniczącego frakcji poselskiej. W 1987 zastąpił Willy'ego Brandta na czele SPD. W 1991 zakończył kolejno kierowanie partią oraz klubem deputowanych socjaldemokratów.
Był bratem chadeckiego polityka Bernharda Vogela.